# كلينت كولتر
كلينت كولتر (بالإنجليزية: Clint Coulter)‏ هو لاعب كرة قاعدة أمريكي، ولد في 30 يوليو 1993 في كاماس في الولايات المتحدة.

## وصلات خارجية
- كلينت كولتر على موقع دوري كرة القاعدة الرئيسي (الإنجليزية)
- كلينت كولتر على موقعبيزبول رفرنس.كوم (الدوري الثانوي) (الإنجليزية)